# Daniel Tschofenig
Daniel Tschofenig (Villach, 28 de marzo de 2002) es un deportista austríaco que compite en salto en esquí.
Ganó dos medallas en el Campeonato Mundial de Esquí Nórdico, en los años 2023 y 2025. En los Juegos Europeos de Cracovia 2023 consiguió dos medallas de oro, en trampolín normal individual y trampolín normal por equipo mixto.

## Palmarés internacional
| Campeonato Mundial | Campeonato Mundial  | Campeonato Mundial | Campeonato Mundial       |
| Año                | Lugar               | Medalla            | Prueba                   |
| ------------------ | ------------------- | ------------------ | ------------------------ |
| 2023               | Planica (Eslovenia) | Medalla de bronce  | TG por equipo            |
| 2025               | Trondheim (Noruega) | Medalla de plata   | TG por equipo            |
| Juegos Europeos    |                     |                    |                          |
| Año                | Lugar               | Medalla            | Prueba                   |
| 2023               | Zakopane (Polonia)  | Medalla de oro     | TN individual (EV)       |
| 2023               | Zakopane (Polonia)  | Medalla de oro     | TN por equipo mixto (EV) |